# トーチ (カーリー・サイモンのアルバム)
『トーチ』（Torch）は、アメリカ合衆国のシンガーソングライター、カーリー・サイモンが1981年に発表した10作目のスタジオ・アルバム。

## 背景
自身初のスタンダード集で、サイモンは本作で唯一のオリジナル曲「心から」の作詞・作曲に加えて、「蒼い肖像」と「ホワット・シャル・ウィ・ドゥ」の補作詞も手がけた。「ノット・ア・デイ・ゴーズ・バイ」は、本作の制作後に初演されたミュージカル『Merrily We Roll Along』からの曲である。なお、本作で手応えを得たサイモンは、1990年にもスタンダード集のアルバム『マイ・ロマンス』を発表した。
前作『パーティへようこそ』（1980年）に引き続き、マイク・マイニエリが演奏だけでなくプロデュースにも貢献した。

## 反響
アメリカでは24週Billboard 200入りし、最高50位を記録した。ニュージーランド及び日本では、サイモンのアルバムとしては『人生はいたずら』（1975年）以来のナショナル・チャート入りを果たした。

## 収録曲
サイド 1
1. 蒼い肖像 - "Blue of Blue" (Nicholas Holmes/additional lyrics by Carly Simon) - 3:41
2. アイル・ビー・アラウンド - "I'll Be Around" (Alec Wilder) - 2:33
3. ガット・イット・バッド - "I Got It Bad and That Ain't Good" (Duke Ellington, Paul Francis Webster) - 3:48
4. アイ・ゲット・アロング・ウィズアウト・ユー - "I Get Along Without You Very Well" (Hoagy Carmichael) - 3:28
5. 身も心も - "Body and Soul" (Edward Heyman, Robert Sour, Frank Eyton, Johnny Green) - 4:14

サイド 2
1. ハート - "Hurt" (Jimmie Crane, Al Jacobs) - 3:27
2. 心から - "From the Heart" (C. Simon) - 2:50
3. 春はここに - "Spring Is Here" (Richard Rodgers, Lorenz Hart) - 3:06
4. プリティ・ストレンジ - "Pretty Strange" (Jon Hendricks, Randy Weston) - 3:03
5. ホワット・シャル・ウィ・ドゥ - "What Shall We Do with the Child" (Holmes, Kate Horsey/additional lyrics by C. Simon) - 2:49
6. ノット・ア・デイ・ゴーズ・バイ - "Not a Day Goes By" (Stephen Sondheim) - 2:43

## 参加ミュージシャン
- カーリー・サイモン - ボーカル
- マイク・マイニエリ - ピアノ (#4, #10)、ヴィブラフォン (#5)、マリンバ (#10)
- ウォーレン・バーンハート - ピアノ (#1, #3, #5, #6, #7, #8, #9, #11)、シンセサイザー (#4)
- ヒュー・マクラッケン - ギター (#1, #2, #6)、アコースティック・ギター (#7)
- リー・リトナー - ギター (#2, #3, #9)
- ジェイ・バーリナー - クラシック・ギター (#10)、フォーク・ギター (#10)
- アンソニー・ジャクソン - ベース (#1, #3, #6, #9)
- エディ・ゴメス - アコースティック・ベース (#5)
- リック・マロッタ - ドラムス (#1, #3, #9)
- グラディ・テイト - ドラムス (#5)
- ジェリー・マロッタ - ドラムス (#6)
- デイヴィッド・サンボーン - アルト・サクソフォーン・ソロ (#1, #3)
- フィル・ウッズ - アルト・サクソフォーン・ソロ (#5)
- デヴィッド・ナディアン - ヴァイオリン・ソロ (#8)
- ランディ・ブレッカー - トランペット・ソロ (#9)
- ドン・セベスキー（英語版） - オーケストレーション (#1, #9, #11)
- ロバート・M・フリードマン - オーケストレーション (#2)
- マーティ・ペイチ - オーケストレーション (#3, #4, #5, #8)
- ジミー・ワイズナー - オーケストレーション (#6)